# Рамазанов, Рамазан Мамаевич
Рамаза́нов Рамаза́н Мама́евич (лак. Рамазанхъал Рамазан, 7 января 1967 года, Махачкала, ДАССР, РСФСР, СССР) — российский боец смешанных единоборств. Многократный победитель соревнований по Армейскому рукопашному бою и ушу-саньда. Двукратный чемпион России по ушу-саньда, двукратный чемпион Советского союза по ушу-саньда, чемпион мира по ушу-саньда (1991 год, Пекин), чемпион мира по ушу-саньда (1993 год, Малайзия, Куала-Лумпур), чемпион мира по ушу-саньда (1995 год, США, Балтимор), обладатель интерконтинентального чемпионата мира по версии «Драка» (1998 год, Лос-Анджелес), чемпион мира среди профи по версии «Драка» (1998 год, Лос-Анджелес), чемпион мира по версии ММА ДРАКА (2012 год, Хабаровск)

## Биография
Родился 7 января 1967 г. в г. Махачкале. По национальности лакец. До армии занимался вольной борьбой. По нынешним меркам Рамазан в спорт пришёл поздно. По окончании школы его призвали в армию, где он занимался самбо и рукопашным боем. На чемпионате Воздушно-десантных войск в первый же год службы занял 3 место, на следующий год стал чемпионом.
После демобилизации Рамазан тренировался в секции Дзюдо. Благодаря физической подготовке в армии, он сразу вошёл в колею. Был призёром чемпионатов Дагестана и России среди профсоюзов, а на чемпионате ВЦСПС получил травму и не доборолся. Неудачно выступил он и на чемпионате России в следующем году.
В 1989 г. переехал в Златоуст. Однажды он зашёл в соседний зал, где шла тренировка по ушу-саньда.
Понаблюдав за спортсменами, поинтересовался у тренера Владимира Налетова можно ли ему попробовать свои силы. Тренер, узнав, что в его копилке опыт дзюдо, самбо и рукопашного боя, с удовольствием принял его. Уже в 1990 Рамазан выиграл открытый чемпионат Сургута и зону России — это были первые успехи.
В 1991 г. стал обладателем Кубка СССР, который проходил в Казахстане. Рамазан встретился там с дагестанцами, их тренером Камилем Рабадановым, узнал от них, что ушу-саньда и в Махачкале популярно. В том же году он вернулся в Дагестан и на чемпионате России в г. Орле, уже представляя свою республику, завоевал «золото».
Удачно прошёл чемпионат СССР, после которого четверо победителей из восьми должны были поехать в Пекин на чёмпионат мира. Рамазан выступал в в/к 75 кг и одержал уверенную победу.
В Пекине организаторы первого официального чемпионата мира сделали все, чтобы родина ушу-саньда запомнилась его участникам. Устроили настоящий праздник, пригласили самых титулованных спортсменов.
Советские спортсмены добирались в Китай пять суток на поезде и приехали за день до соревнований измученные дорогой. Несмотря на это, Рамазан выиграл все 4 боя и стал первым гражданином СССР — чемпионом мира по ушу-саньда. Вернее — единственным, так как это был последний год существования СССР.
По возвращении из Пекина Рамазан набрал группу 12-18 летних ребят, начал их тренировать и готовился сам. Чемпионаты мира проводились раз в 2 года. В 1993 и в 1995 годах в в/к 80 кг он вновь завоевал титул чемпиона. В 1995 году его ученик Касим Гасанов в в/к 75 кг занял 2 место. В 1997 г. Рамазан не выступал, чтобы дать дорогу своим ученикам. Они не подвели: оба вернулись чемпионами: Касим Гасанов в в/к 80 кг, Хизри Мутаев в в/к 75 кг.
В 1998 г. Рамазан перешёл на профессиональный ринг. Он получил приглашение из США о встрече с американцем Шоном Макколи, известным спортсменом по боям без правил. Их встреча состояла из 10 раундов. Нельзя сказать, что бой был из легких, но дагестанец одержал победу и стал обладателем золотого пояса Интерконтинента.
В том же году за звание чемпиона мира ему предстоял бой со знаменитостью Франции, двукратным чемпионом мира по тайскому боксу Ману Сысыпу. Этот бой состоял из 12 раундов. Рамазан выиграл и получил золотой пояс чемпиона мира. По правилам нужно провести три боя, только по их итогам может определиться окончательная судьба золотого пояса. Через 2 месяца на матче-реванше Рамазан вел до 9 раунда, затем получил травму и продолжить борьбу не смог. Пояс перешёл французу. И тем не менее, согласно данным ТВ США, зрительские симпатии достались дагестанцу.
Рамазан продолжает тренировать своих ребят. Теперь к ушу-саньда прибавился кикбоксинг. Есть уже первые успехи: Магомед Сулейманов и Магомед Омаров завоевали в этом виде титул чемпионов мира среди юниоров.

## Достижения
- Чемпион Дивизии по борьбе Самбо;
- Чемпион ВДВ по рукопашному бою;
- Призёр чемпионата по профсоюзам по борьбе Дзюдо;
- Двукратный чемпион России по Ушу — саньда;
- Двукратный чемпион Советского союза по Ушу — саньда;
- Чемпион мира по Ушу — саньда (1991 год, Пекин);
- Чемпион мира по Ушу — саньда (1993 год, Малайзия, Куала-луппур);
- Чемпион мира по Ушу — саньда (1995 год, США, Балтимор);
- Обладатель интерконтинентального чемпионата мира по версии «Драка» (1998 год, Лос-Анджелес);
- Чемпион мира среди профи по версии «Драка» (1998 год, Лос-Анджелес);
- Чемпион мира по версии ММА ДРАКА (2012 год, Хабаровск)
- Мастер спорта по Дзюдо
- Чемпион Дагестана по дзюдо
- Призёр Чемпионате России по Дзюдо, Профсоюзы

## Результаты боёв
1987 г. г. Рязань. Чемпионат ВДВ. Армейский рукопашный бой. 75 кг. (3 боя, 1 место)

1988 г. г. Тула. Чемпионат ВДВ. Армейский рукопашный бой. 75 кг. (4 боя, 1 место)

1988 г. г. Лос-Анджелес. Бои по версии «Драка». Интерконтинентальный чемпионат мира.
- Побед 7
- Поражения 0
- Ничьи 0
- Без результата 1

1990 г. г. Сургут. Чемпионат Сургутской области по Ушу-Саньда. (4 боя, 1 место)

1990 г. г. Златоуст. Зона России. Ушу-Саньда. (3 боя, 1 место)

1991 г. г. Алма-Ата. Кубок СССР по Ушу-Саньда. (4 боя, 1 место)

1991 г. г. Орел. Чемпионат России по Ушу-Саньда. (3 боя, 1 место)

1991 г. г. Ташкент. Чемпионат СССР по Ушу-Саньда. (4 боя, 1 место)

1991 г. г. Пекин. Чемпионат мира по Ушу-Саньда. (3 боя)

1993 г. г. Куала-Лумпур. Чемпионат мира по Ушу-Саньда. (4 боя)

1995 г. г. Балтимор. Чемпионат мира по Ушу-Саньда. (4 боя)
Статистика Мма
Под вопросом версии ACB
Мухаммед Шериф 7-0-0-1
Артем Акулов 6-0-0-1
Микеле Верджинелли 5-0-0-1
Эммануэль Нтох 4-0-0-1
Эммануэль Нтох 3-0-0-1
Шон Маколи 3-0
Шон Маколи 2-0
Эммануэль Нтох 1-0
2003-2006 г.г. Чемпион Кубка Короля Таиланда